# 感光细胞

視桿細胞、視錐細胞能看到的各波長

感光细胞又称光感受器细胞、光敏细胞（photosensitive cell），是位于视网膜中的特殊类型神经上皮细胞，具有感受光线或颜色功能，且可进行光转导（将光能转化为电信号）的神经元；其胞体发出内、外侧突，外侧突又分为内节和外节，内节为蛋白质合成部位，外节为感光部位。
感光细胞旧时也称“视细胞”（visual cell），此因当时只发现两种感光神经元（視桿細胞、視錐細胞），它们均能进行“视觉光转导”；但其后发现第三种感光神经元：内在光敏视网膜神经节细胞，并不直接参与成像功能，因此视细胞并不等同于感光细胞。
这些“生物光感受器”的重要生物学意义，在于它们将光（可见电磁辐射）转化为可刺激生物过程的信号。更具体地说，细胞中的感光蛋白吸收光子，引发细胞膜电位的变化；意即感光细胞从视野范围内吸收光子，然后经一系列特殊复杂的生物化学通路，将这些信息以膜电位改变的形式进行信号传导。最后，对于視桿細胞、視錐細胞而言，视觉系统将这些信号信息进行处理，而呈现一个完整的视觉世界。当然，以上所述的是脊椎动物的感光细胞。而对于像昆虫类和软体动物类这样的无脊椎动物而言，它们的感光细胞在形态和生化通路上都是不同的。

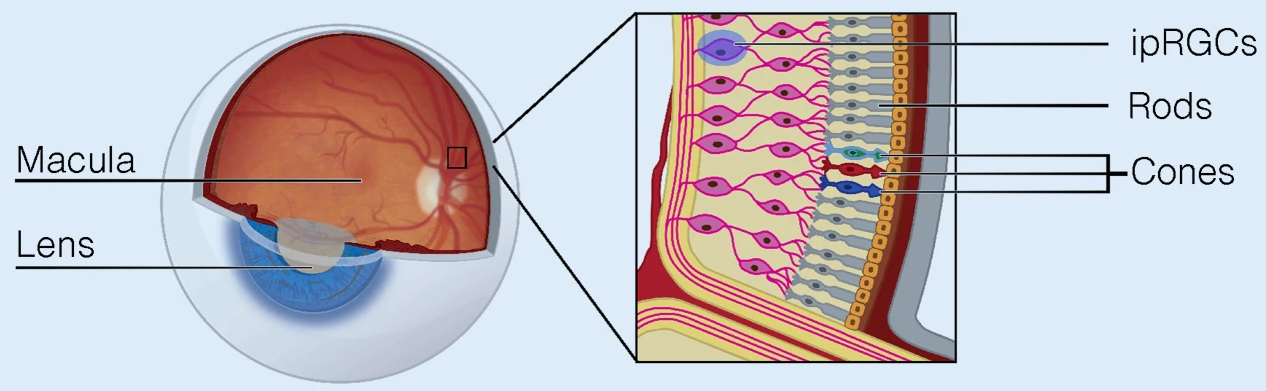
三种视网膜感光细胞位置略图

## 组织与生理
目前已知的哺乳動物的感光細胞有：視桿細胞、視錐細胞、內在光敏視網膜神經節細胞（ipRGC）三种。視桿和視錐细胞位於視網膜的最外層。它們都有相同的基本結構。最靠近視野（距離大腦最遠）的是軸突末梢，該軸突釋放一種稱為谷氨酸的神經遞質給雙極細胞。再往後是胞体（細胞本體），其中包含細胞裡的胞器。感光细胞的胞体发出内、外侧突，外侧突又分为内节（inner segment）和外节（outer segment），内节为蛋白质合成部位，外节为感光部位。
視桿細胞在夜间功能较好，因而成为夜間視力（暗視條件）的要角，視錐細胞則在日间感受度最好，是日间視力（明視條件）的一部分，但兩者光轉導的生化反應與路徑是相似的。在1990年代發現了第三類哺乳動物感光細胞：內在光敏視網膜神經節細胞。這些細胞被認為不直接有助於視覺，而是在晝夜節律和瞳孔反射的產生中起作用。
視桿和視錐細胞之間存在主要的功能差異。視桿細胞極為敏感，可以被單個光子觸發。在非常低的光照水平下，視覺體驗完全基於視桿細胞的訊號。而視錐細胞需要更亮的光（即需要更多的光子）才能產生訊號。在人類中，存在三種不同類型的視錐細胞，以其對不同波長的光的反應模式來區分。視覺中的色彩即是由這三種視錐細胞的個別訊號所計算統整出來的。這可以解釋為什麼在低光照時無法看清物體的顏色，因為此時只有視桿細胞處於活躍的狀態而非視錐細胞。三種類型的視錐細胞大致分別對短、中、長波長的光有反應，因此它們分別稱為S-錐、M-錐和L-錐。
根據單一變量原則，細胞的觸發僅取決於吸收的光子數量。三種類型的視錐細胞的不同反應取決於它們各自的感光蛋白吸收不同波長的光子的能力。例如，L-視錐細胞含有一種感光蛋白，該蛋白更容易吸收長波長的光。較短波長的光也可以從L-視錐細胞產生相同的反應，但是需要更多的光子才能觸發。
人的視網膜約含有1.2億個視桿細胞和600萬個視錐細胞。視桿細胞和視錐細胞的數量和比例因物種而異，這取決於動物是日行性的還是夜行性的。例如夜行性的貓頭鷹，為了在低光照的夜晚看清東西，其視網膜上就有大量的視桿細胞。
在人類的視覺系統中，除了視桿和視錐外，還有大約240萬至300萬個神經節細胞，其中1-2％是感光細胞。神經節細胞的軸突形成兩個視神經。
感光細胞通常以不規則但大致為六邊形的網格排列，稱為視網膜鑲嵌。

## 外部連結
- NIF Search – Photoreceptor Cell （页面存档备份，存于） via the Neuroscience Information Framework